# Mistrovství Evropy ve fotbale 1992
Mistrovství Evropy ve fotbale 1992  bylo deváté v pořadí, finálový turnaj se odehrál ve Švédsku. Na něj postoupilo 7 vítězů kvalifikačních skupin, spolu s domácími se ho tak zúčastnilo 8 týmů, což bylo naposled v historii (od příštího mistrovství v Anglii jich už bylo 16).
Do vývoje šampionátu zasáhla po delší době politika. Vypuknuvší etnický konflikt na Balkáně způsobil, že byla z finálového turnaje odvolána Jugoslávie, ačkoliv si účast řádně vydobyla v kvalifikaci. Na její místo byl povolán celek Dánska, a to v době, kdy už většina hráčů trávila dovolenou a trenér Möller-Nielsen je musel narychlo sehnat. O to bylo větší senzací, že se tento výběr probojoval až do finále, kde ho nezastavilo ani Německo. Vítězství Dánska se stalo v té době největším překvapením v historii ME.
Do kvalifikační skupiny byly původně nalosovány oba německé státy - NDR i NSR, vzhledem k sjednocení země však do soutěže vstoupil jediný německý tým.

## Stupně vítězů
| Zlato                           | Stříbro | Bronz              | 4. místo                                             |
| ------------------------------- | ------- | ------------------ | ---------------------------------------------------- |
| Dánsko - první titul v historii | Německo | Nizozemsko Švédsko | Oba poražení semifinalisté obdrželi bronzové medaile |

## Kvalifikace
Kvalifikace hrané v letech 1990 a 1991 se zúčastnilo 34 reprezentací, které byly rozlosovány do 7 skupin po pěti, resp. čtyřech týmech. Ve skupinách se utkal každý s každým doma a venku. Vítězové skupin postoupili na závěrečný turnaj, kde se přidali k pořadatelskému Švédsku. Po odehrání kvalifikace se rozpadl  Sovětský svaz, a tak se závěrečného turnaje zúčastnil tým pod názvem  SNS.

## Stadiony
| Göteborg                  | Stockholm                 | Malmö                     | Norrköping                |
| ------------------------- | ------------------------- | ------------------------- | ------------------------- |
| Ullevi                    | Råsunda                   | Malmö Stadion             | Idrottsparken             |
| Kapacita stadionu: 44,000 | Kapacita stadionu: 40,000 | Kapacita stadionu: 30,000 | Kapacita stadionu: 23,000 |
|                           |                           |                           |                           |

## Skupinová fáze

### Skupina A
| Tým     | Z | V | R | P | VG | IG | +/- | B |
| ------- | - | - | - | - | -- | -- | --- | - |
| Švédsko | 3 | 2 | 1 | 0 | 4  | 2  | +2  | 5 |
| Dánsko  | 3 | 1 | 1 | 1 | 2  | 2  | 0   | 3 |
| Francie | 3 | 0 | 2 | 1 | 2  | 3  | −1  | 2 |
| Anglie  | 3 | 0 | 2 | 1 | 1  | 2  | −1  | 2 |

| 10. června 1992 20:15 |                            |           |                                                                 |
| Švédsko               | 1 – 1                      | Francie   | Råsunda, Stockholm diváci: 29,860 rozhodčí: Alexej Spirin (CIS) |
| J. Eriksson 24'       | (Report)[nedostupný zdroj] | Papin 58' | Råsunda, Stockholm diváci: 29,860 rozhodčí: Alexej Spirin (CIS) |

| 11. června 1992 20:15 |          |        |                                                                              |
| Dánsko                | 0 – 0    | Anglie | Malmö Stadion, Malmö diváci: 26,385 rozhodčí: John Blankenstein (Nizozemsko) |
|                       | (Report) |        | Malmö Stadion, Malmö diváci: 26,385 rozhodčí: John Blankenstein (Nizozemsko) |

| 14. června 1992 17:15 |          |        |                                                                      |
| Francie               | 0 – 0    | Anglie | Malmö Stadion, Malmö diváci: 26,535 rozhodčí: Sándor Puhl (Maďarsko) |
|                       | (Report) |        | Malmö Stadion, Malmö diváci: 26,535 rozhodčí: Sándor Puhl (Maďarsko) |

| 14. června 1992 20:15 |                            |        |                                                                        |
| Švédsko               | 1 – 0                      | Dánsko | Råsunda, Stockholm diváci: 29,902 rozhodčí: Aron Schmidhuber (Německo) |
| Brolin 58'            | (Report)[nedostupný zdroj] |        | Råsunda, Stockholm diváci: 29,902 rozhodčí: Aron Schmidhuber (Německo) |

| 17. června 1992 20:15      |          |                |                                                                                |
| Švédsko                    | 2 – 1    | Anglie         | Råsunda, Stockholm diváci: 30,126 rozhodčí: José Rosa dos Santos (Portugalsko) |
| J. Eriksson 51' Brolin 82' | (Report) | David Platt 4' | Råsunda, Stockholm diváci: 30,126 rozhodčí: José Rosa dos Santos (Portugalsko) |

| 17. června 1992 20:15 |          |                       |                                                                            |
| Francie               | 1 – 2    | Dánsko                | Malmö Stadion, Malmö diváci: 25,673 rozhodčí: Hubert Forstinger (Rakousko) |
| Papin 60'             | (Report) | Larsen 8' Elstrup 78' | Malmö Stadion, Malmö diváci: 25,673 rozhodčí: Hubert Forstinger (Rakousko) |

### Skupina B
| Tým        | Z | V | R | P | VG | IG | +/- | B |
| ---------- | - | - | - | - | -- | -- | --- | - |
| Nizozemsko | 3 | 2 | 1 | 0 | 4  | 1  | +3  | 5 |
| Německo    | 3 | 1 | 1 | 1 | 4  | 4  | 0   | 3 |
| Skotsko    | 3 | 1 | 0 | 2 | 3  | 3  | 0   | 2 |
| SNS        | 3 | 0 | 2 | 1 | 1  | 4  | −3  | 2 |

| 12. června 1992 17:15 |          |         |                                                                 |
| Nizozemsko            | 1 – 0    | Skotsko | Ullevi, Göteborg diváci: 35,720 rozhodčí: Bo Karlsson (Švédsko) |
| Bergkamp 75'          | (Report) |         | Ullevi, Göteborg diváci: 35,720 rozhodčí: Bo Karlsson (Švédsko) |

| 12. června 1992 20:15   |          |            |                                                                            |
| SNS                     | 1 – 1    | Německo    | Idrottsparken, Norrköping diváci: 17,410 rozhodčí: Gérard Biguet (Francie) |
| Dobrovolskij 64' (pen.) | (Report) | Häßler 90' | Idrottsparken, Norrköping diváci: 17,410 rozhodčí: Gérard Biguet (Francie) |

| 15. června 1992 17:15 |          |                          |                                                                          |
| Skotsko               | 0 – 2    | Německo                  | Idrottsparken, Norrköping diváci: 17,638 rozhodčí: Guy Goethals (Belgie) |
|                       | (Report) | Riedle 29' Effenberg 47' | Idrottsparken, Norrköping diváci: 17,638 rozhodčí: Guy Goethals (Belgie) |

| 15. června 1992 20:15 |          |     |                                                                    |
| Nizozemsko            | 0 – 0    | SNS | Ullevi, Göteborg diváci: 34,400 rozhodčí: Peter Mikkelsen (Dánsko) |
|                       | (Report) |     | Ullevi, Göteborg diváci: 34,400 rozhodčí: Peter Mikkelsen (Dánsko) |

| 18. června 1992 20:15                    |          |               |                                                                       |
| Nizozemsko                               | 3 – 1    | Německo       | Ullevi, Göteborg diváci: 37,725 rozhodčí: Pierluigi Pairetto (Itálie) |
| Rijkaard 2' R. Witschge 15' Bergkamp 72' | (Report) | Klinsmann 53' | Ullevi, Göteborg diváci: 37,725 rozhodčí: Pierluigi Pairetto (Itálie) |

| 18. června 1992 20:15                       |          |     |                                                                                   |
| Skotsko                                     | 3 – 0    | SNS | Idrottsparken, Norrköping diváci: 14,660 rozhodčí: Kurt Röthlisberger (Švýcarsko) |
| McStay 7' McClair 16' McAllister 84' (pen.) | (Report) |     | Idrottsparken, Norrköping diváci: 14,660 rozhodčí: Kurt Röthlisberger (Švýcarsko) |

## Vyřazovací fáze

### Semifinále
| 21. června 1992 20:15              |          |                            |                                                                    |
| Švédsko                            | 2 – 3    | Německo                    | Råsunda, Stockholm diváci: 28,827 rozhodčí: Tullio Lanese (Itálie) |
| Brolin 64' (pen.) K. Andersson 89' | (Report) | Häßler 11' Riedle 59', 88' | Råsunda, Stockholm diváci: 28,827 rozhodčí: Tullio Lanese (Itálie) |

| 22. června 1992 20:15     |                   |                |                                                                              |
| Nizozemsko                | 2 – 2 (po prodl.) | Dánsko         | Ullevi, Göteborg diváci: 37,450 rozhodčí: Emilio Soriano Aladren (Španělsko) |
| Bergkamp 23' Rijkaard 86' | (Report)          | Larsen 5', 33' | Ullevi, Göteborg diváci: 37,450 rozhodčí: Emilio Soriano Aladren (Španělsko) |

|                                                    |       | Penaltový rozstřel                        |  |
| R. Koeman Van Basten Bergkamp Rijkaard R. Witschge | 4 – 5 | Larsen Povlsen Elstrup Vilfort Christofte |  |

### Finále[2]
| 26. června 1992 20:15  |          |         |                                                                    |
| Dánsko                 | 2 – 0    | Německo | Ullevi, Göteborg diváci: 37 800 rozhodčí: Bruno Galler (Švýcarsko) |
| Jensen 19' Vilfort 79' | (Report) |         | Ullevi, Göteborg diváci: 37 800 rozhodčí: Bruno Galler (Švýcarsko) |

Nejlepší střelci (celkem): Dennis Bergkamp (Nizozemsko), Tomas Brolin (Švédsko), Henrik Larsen (Dánsko), Karl-Heinz Riedle (Německo) - všichni 3 góly

Nejlepší střelec finálového turnaje: Jean-Pierre Papin (Francie) - 11 gólů

## All-stars[3]

### Švédsko 1992
- Peter Schmeichel
- Jocelyn Angloma
- Andreas Brehme
- Laurent Blanc
- Jürgen Kohler
- Ruud Gullit
- Stefan Effenberg
- Thomas Häßler
- Marco van Basten
- Dennis Bergkamp
- Brian Laudrup